# Per Hjort Albertsen
Per Hjort Albertsen, född 27 juli 1919 i Trondheim, död 12 augusti 2015 i Trondheim, var en norsk tonsättare och musikpedagog.
Albertsen var organist och körledare, universitetslektor och konservatorierektor i sin hemstad Trondheim. Han komponerade orkester- och körverk samt bruksmusik för kyrka, skola och andra sammanhang. Albertsens stil karakteriseras som neoklassicism på tonal grund med utvecklad polyfoni. Under nästan 20 år, mellan 1958 och 1979, var Albertsen dirigent för Trondhjems Studentersangforening.